# Wäinö Korhonen
Wäinö Kalevi Korhonen (ur. 21 grudnia 1926 w Jääski, zm. 13 grudnia 2018 w Lohji) – fiński pięcioboista nowoczesny i szermierz. Dwukrotny medalista olimpijski z Melbourne.
Zawody w 1956 były jego jedynymi igrzyskami olimpijskimi. Brązowy medal zdobył zarówno w rywalizacji indywidualnej, jak i drużynowej (wspólnie z Olavi Mannonenem i Berndtem Katterem). Zdobył trzy medale mistrzostw świata, wszystkie w rywalizacji drużynowej: srebro w 1957 i 1959 oraz brąz w 1958. W 1953 i 1956 zostawał mistrzem Finlandii, w 1952, 1955 i 1960 był drugi. Indywidualnie jego najlepszym wynikiem było czwarte miejsce w 1957. Na igrzyskach w 1956 startował również w turnieju szpady. Poza pięciobojem nowoczesnym i szermierką zdobywał medale mistrzostw kraju w pływaniu i piłce wodnej. W pięcioboju nowoczesnym był mistrzem Finlandii w 1954 i 1955, wicemistrzem w 1957 i 1962 oraz brązowym medalistą krajowego czempionatu w 1951, 1959, 1961, 1964 i 1967.